# Đoạn lá nhỏ
Đoạn lá nhỏ, tên khoa học Tilia cordata, là một loài thực vật có hoa trong họ Cẩm quỳ. Loài này được Mill. miêu tả khoa học đầu tiên năm 1768.

## Hình ảnh

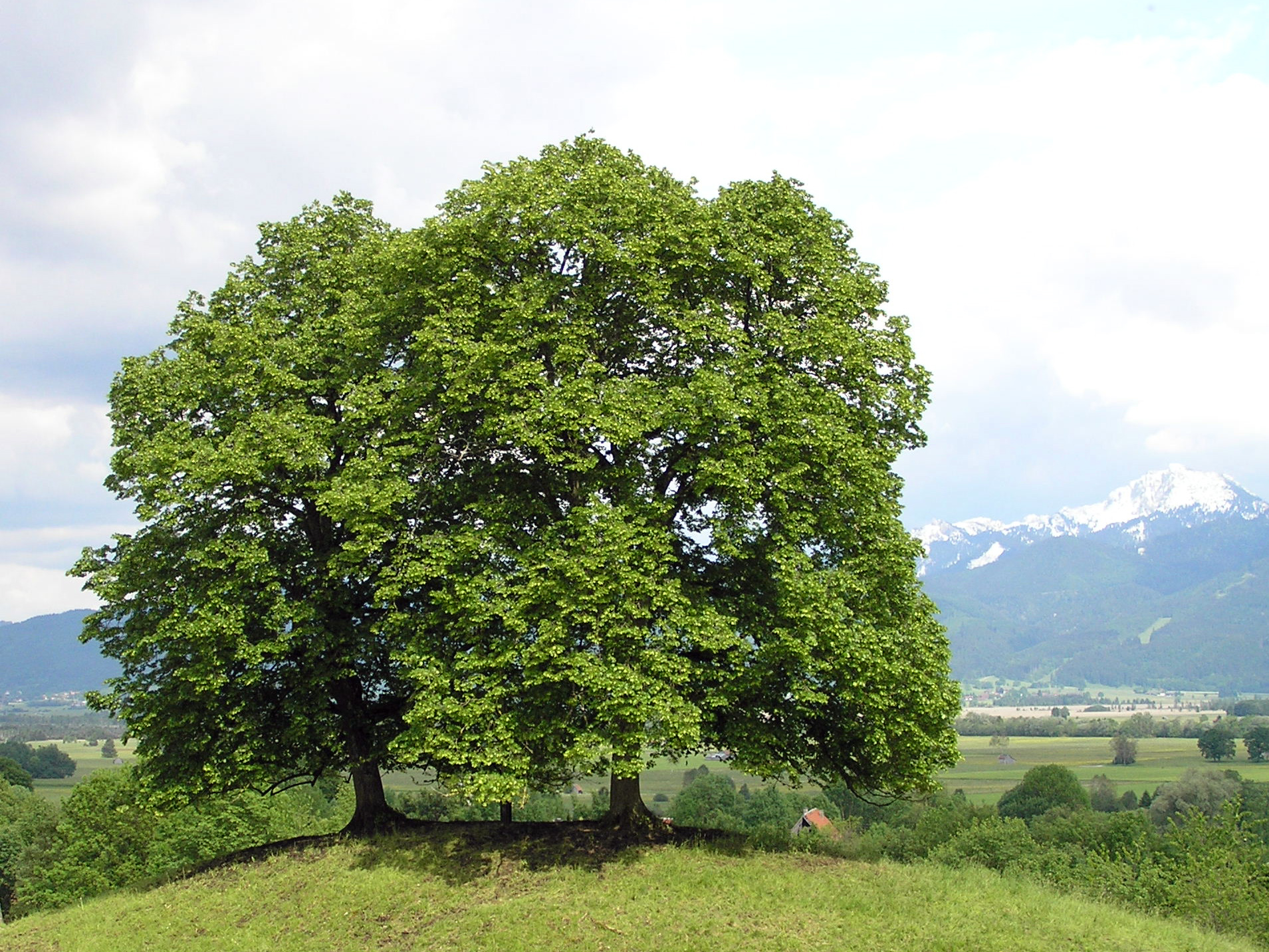
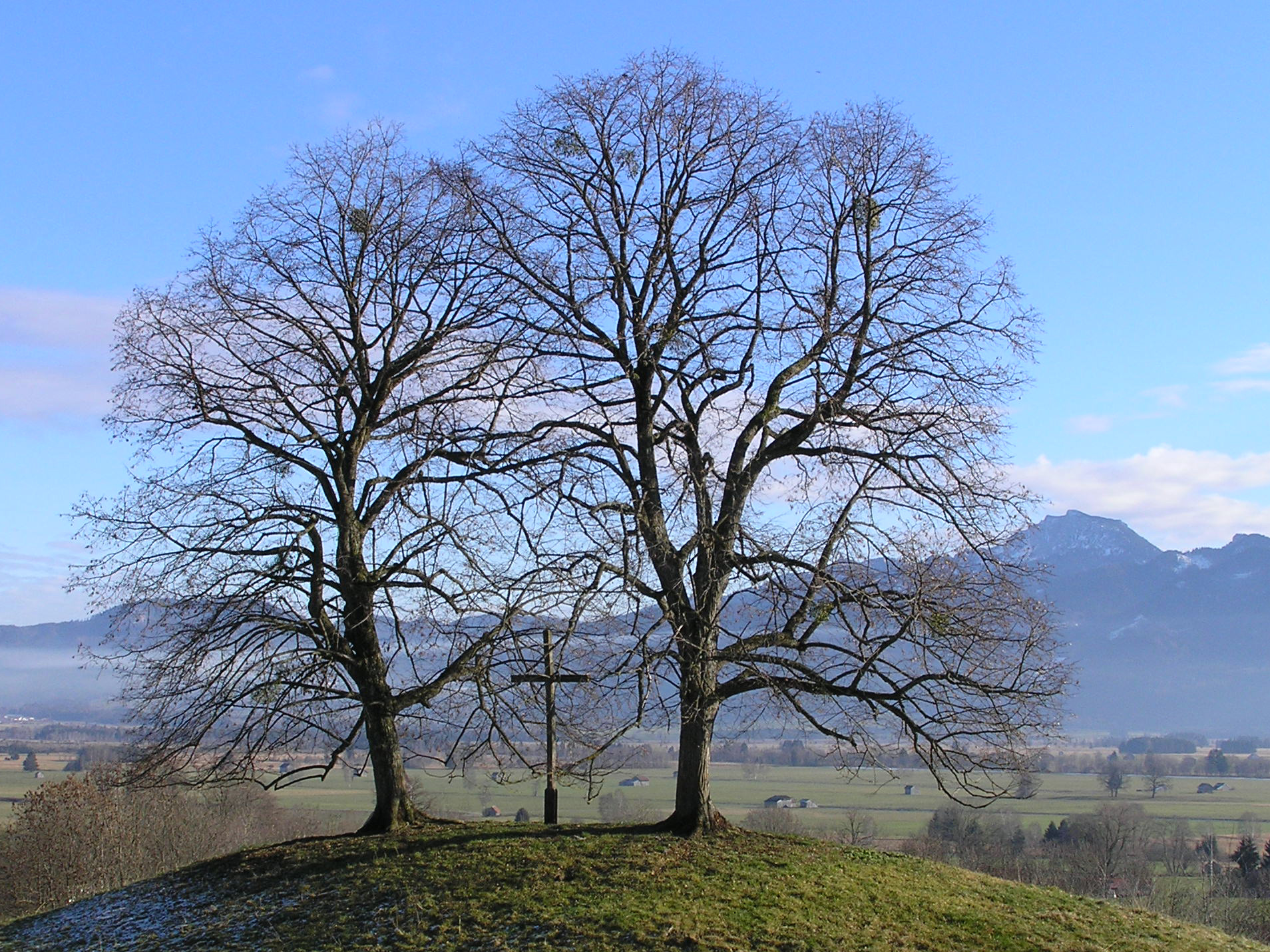
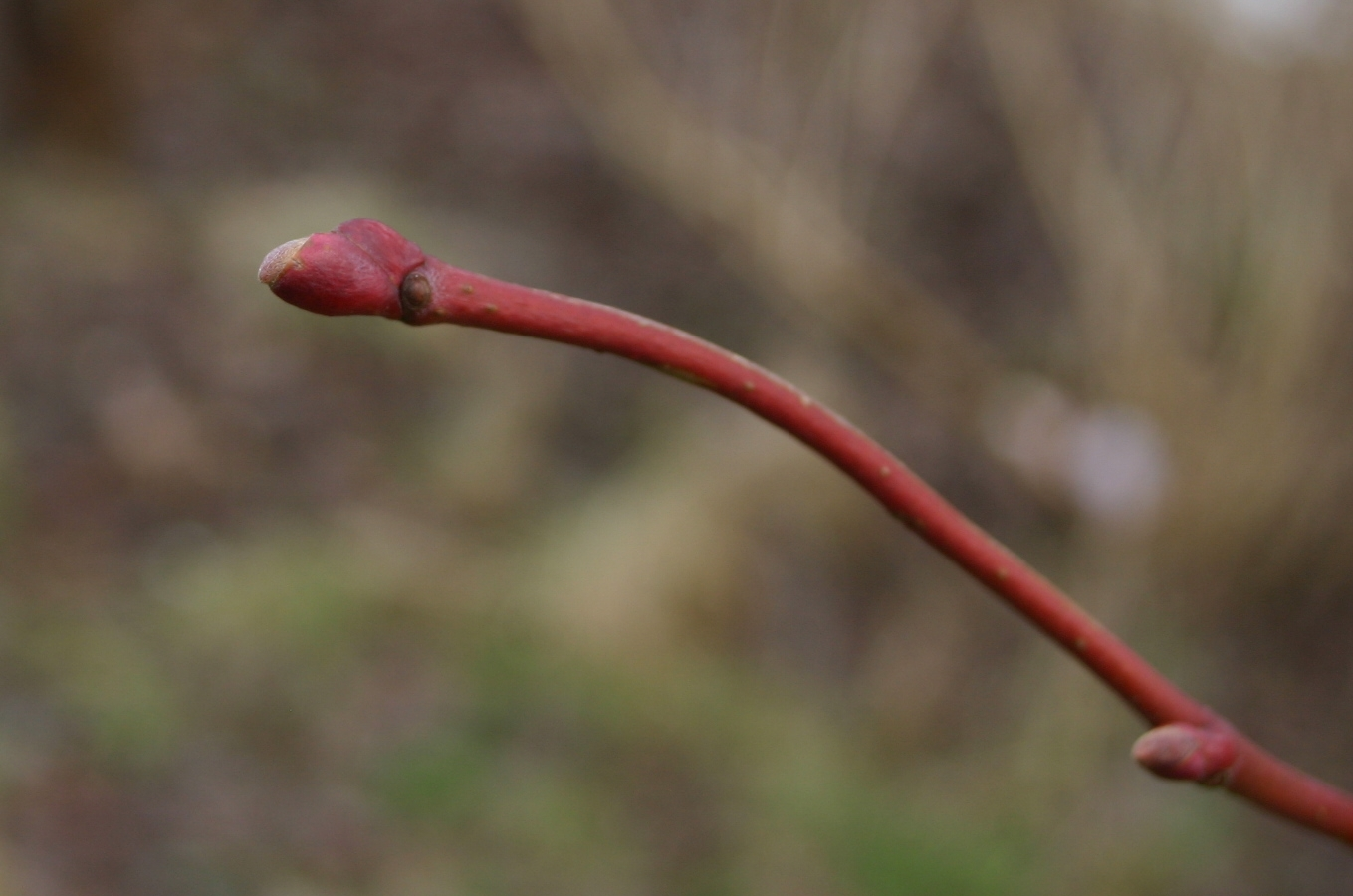
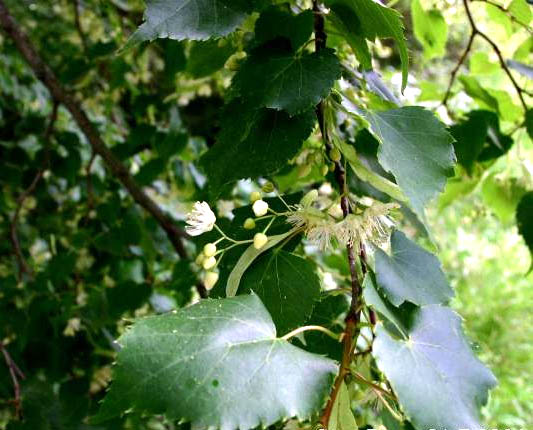
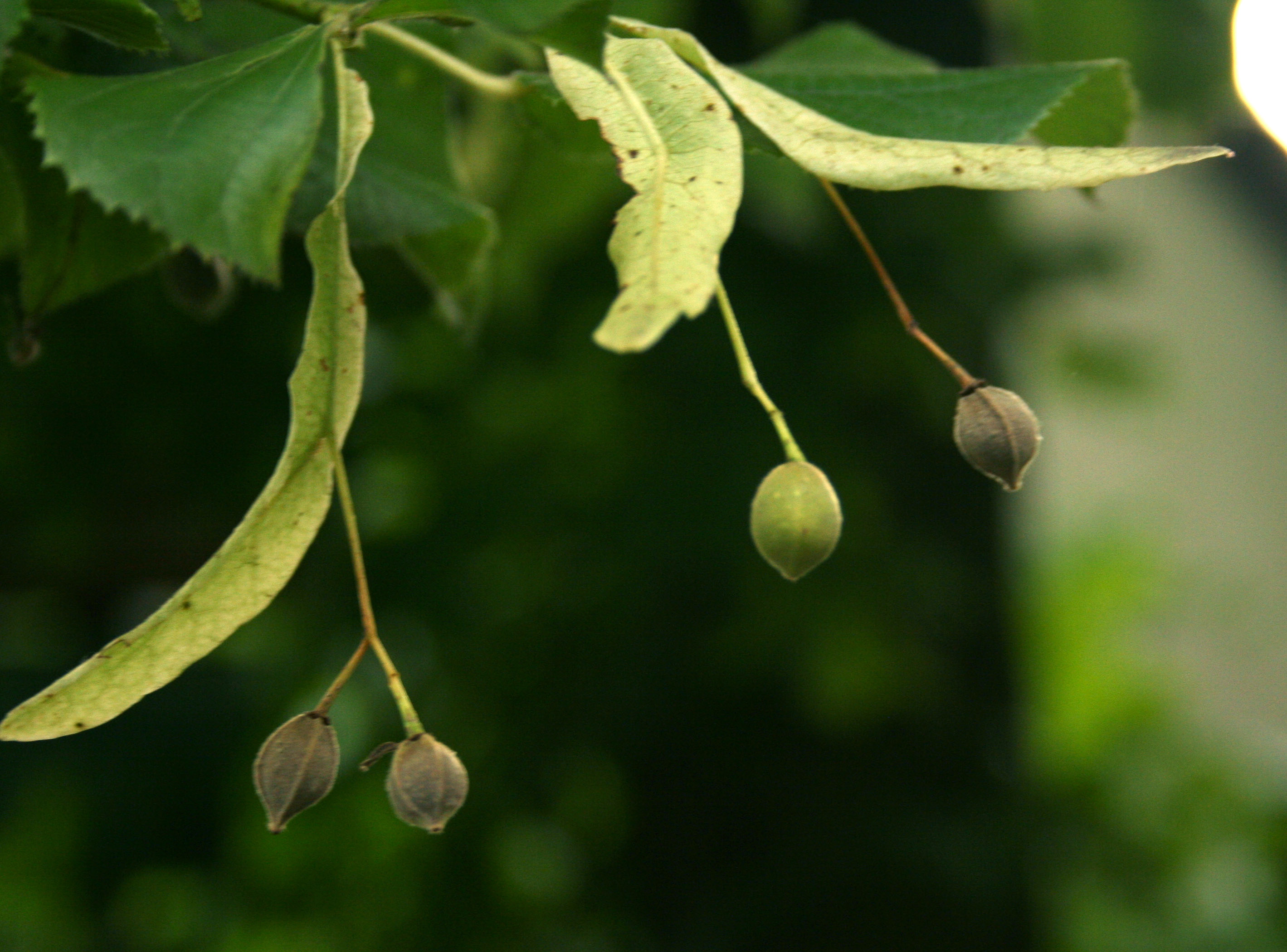
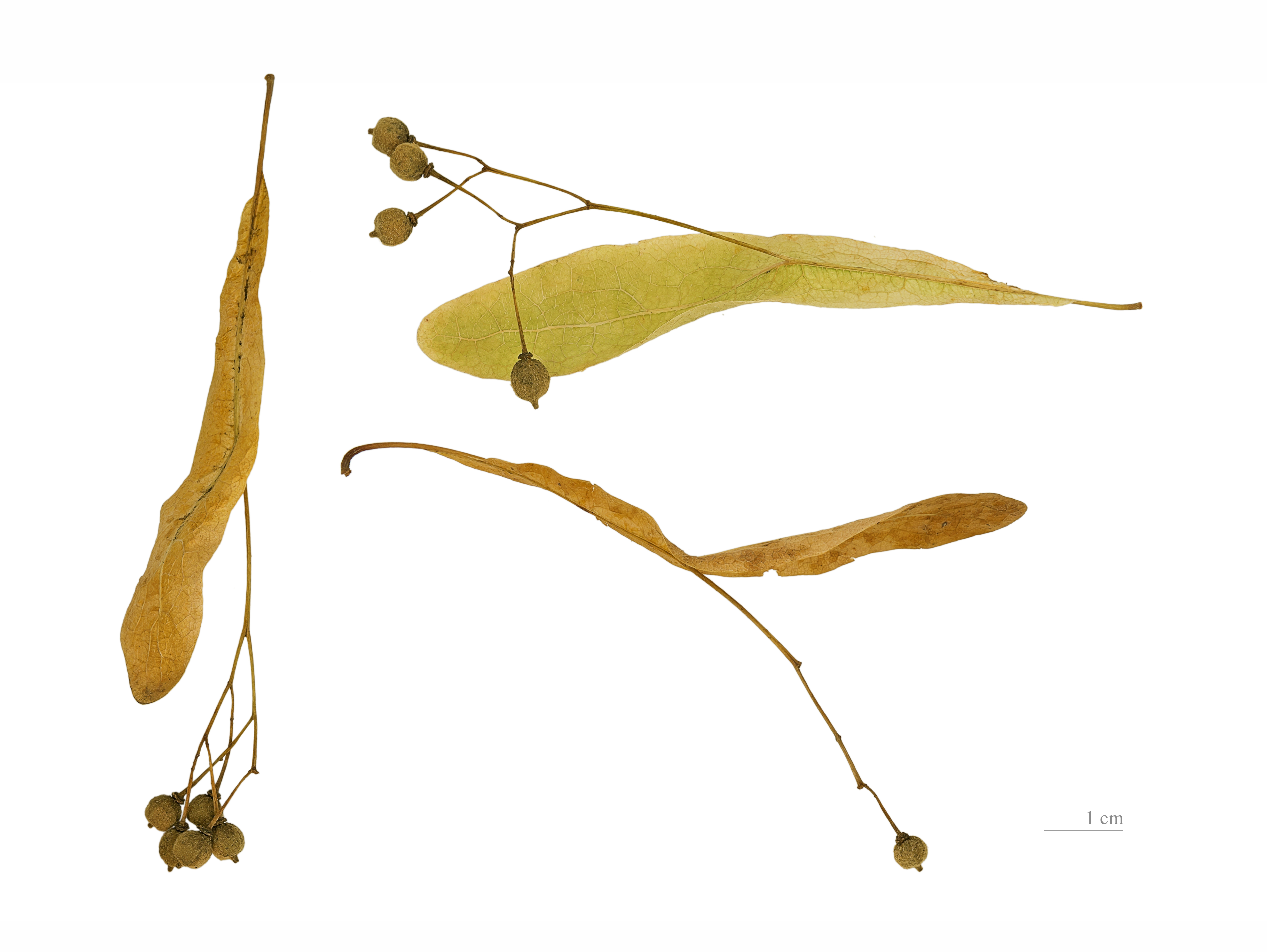
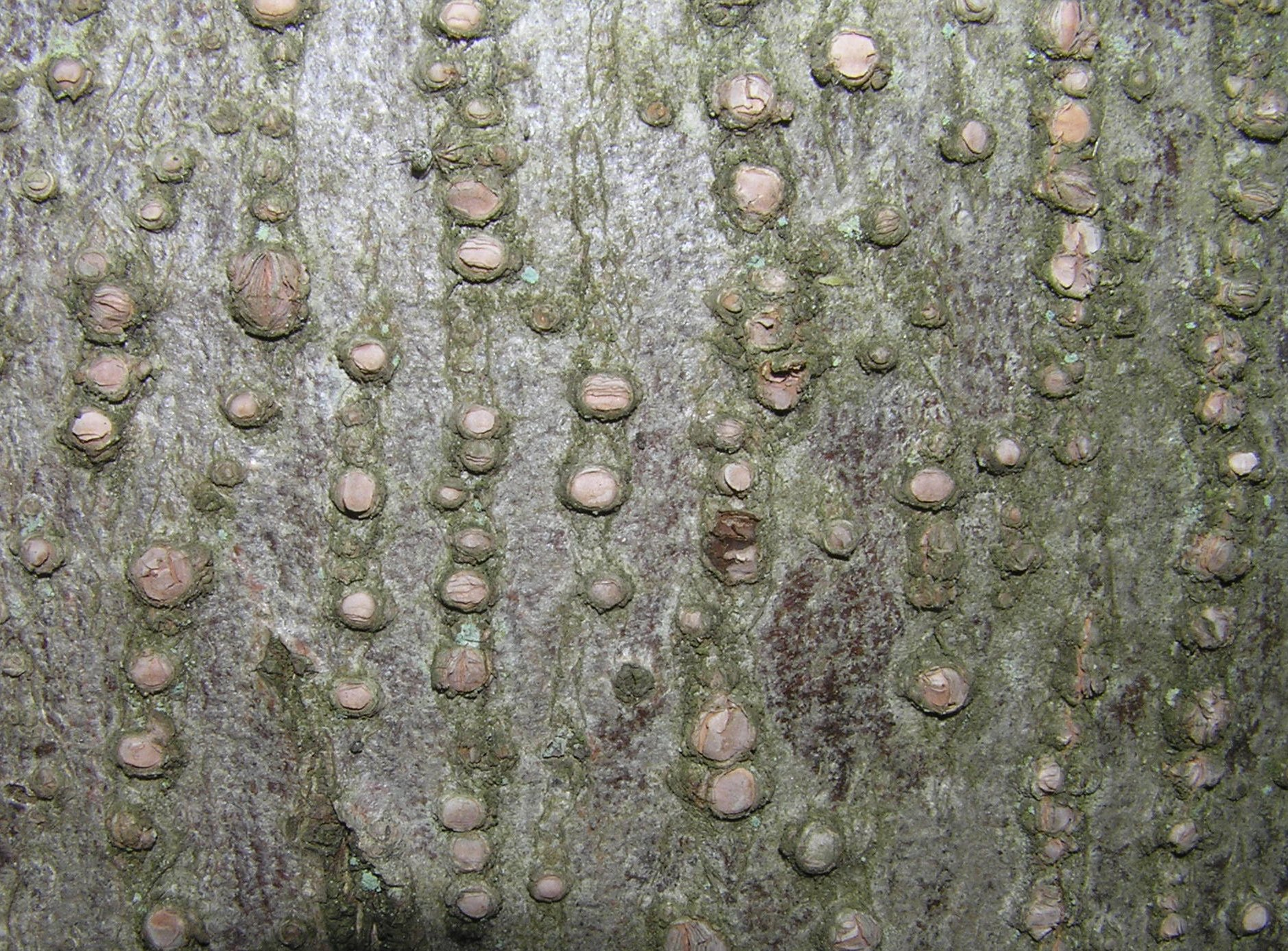
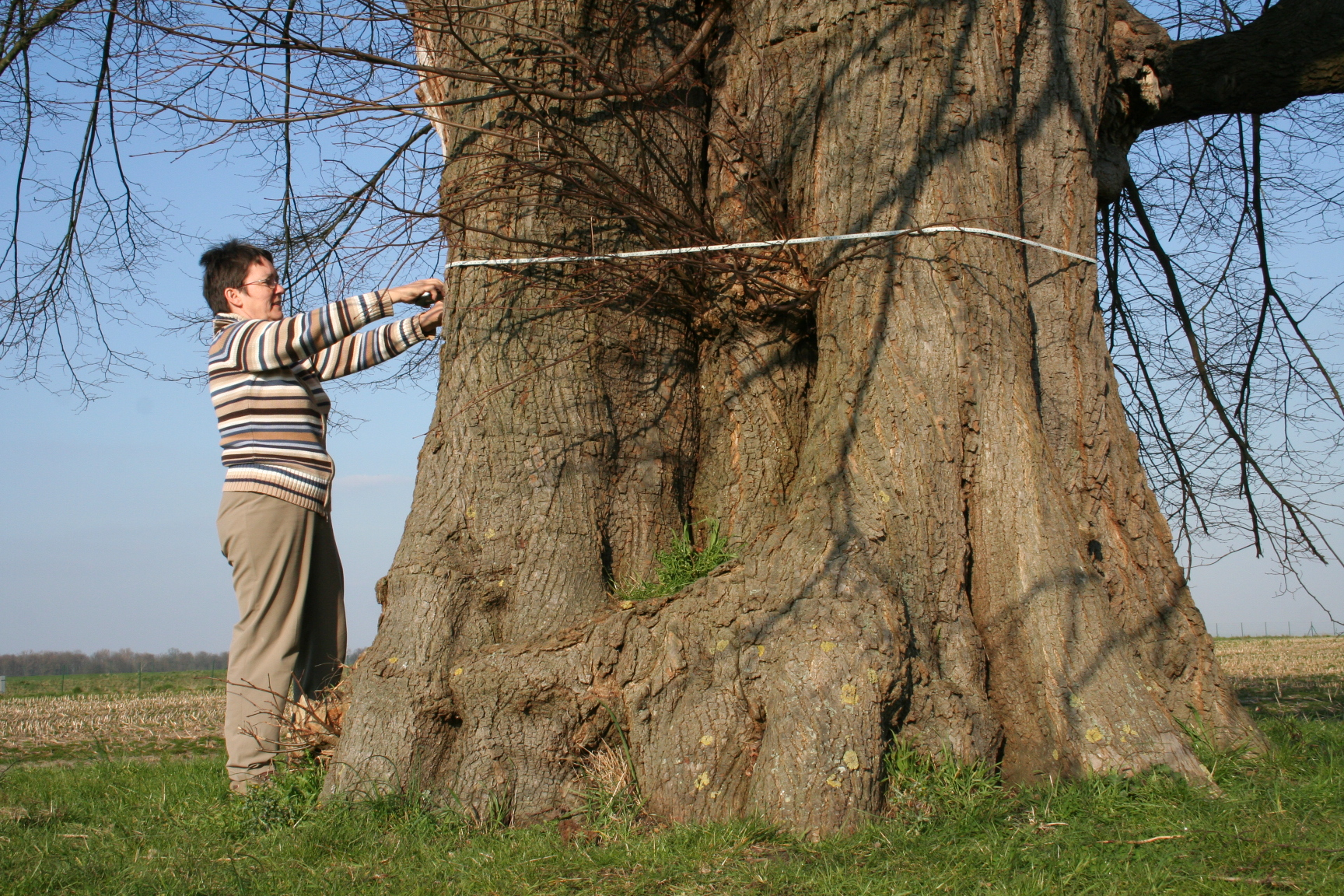